# Topana (Horvátország)
Topana egy középkori vár Horvátországban, Imotski város határában. Topana vára Dalmácia belső részének egyik legjelentősebb középkori erődítménye. E körül az erőd körül fejlődött ki a 13. és 14. században fokozatosan a település, majd a város.

## Fekvése
A Kék-tó feletti hegyszorosban, a mai Imotski központjától mintegy fél kilométerre északnyugatra található a vár igen jelentős romjai.

## Története
A vár nevét az ágyúk (top) számára különlegesen kialakított északkeleti bástyájáról kapta, mely 1663-ban a kandiai háború idejében épült. A török „tophana” szó ágyúállást jelöl.
A román stílusú kapuzat küszöbénél fonott motívumokkal díszített ószláv oltárelőépítmény pilasztere került elő, melynek stílusa a 9. századi rusztikus kidolgozású kőplasztikák sorába illeszkedik. Ez a lelet arra enged következtetni, hogy a közelben valahol ószláv templom állt. Maga a vár is állhatott már a 10. században. Az Imoti zsupánság 1165-ig volt horvát igazgatás alatt, ekkor azonban másodszor is bizánci uralom alá került. Ez az időszak 1180-ig tartott, amikortól a magyar királyok nevében a horvát bánok igazgatták. A Bribiri grófok hatalmának megtörése után a Nelipićek, majd Kotromanić István bosnyák bán uralma alatt volt. 1357-ben I. Lajos magyar király visszafoglalta, majd 1372-ig horvát-magyar királyi birtok volt. Ekkor a király elcserélte néhány várra Nelipić Ivánnal. 1391-ben a magyar trónharcokat kihasználva I. Tvrtko bosnyák király foglalta el, de még az évben meghalt és Imotski visszakerült a horvát bánok igazgatása alá. Ura Hrvoje Vukčić Hrvatinić bosnyák nagyvajda, majd horvát bán, 1408-ban pedig a Radivojević család lett. A török 1463-ban meghódította a közeli Boszniát. 1493-ban Imotski is török uralom alá került. A török uralom idején Imotski a Hercegovaci szandzsákban az azonos nevű náhije központja volt, ennek területe lényegében megegyezett a középkori zsupánsággal. A kandiai háború idején jelentősen bővítették és megerősítették. Az új főkaput a félköríves ágyús bástyával velencei mérnökök tervei szerint szintén kandiai háború idején alakították ki. 1699-es karlócai béke török kézen hagyta. Végleges felszabadulása csak az újabb velencei-török háborút lezáró pozsareváci békével 1718-ban történt meg. Ezután a Velencei Köztársaság fennhatósága alá tartozott.  1729-ben a velencei hatóságok az ilyen munkákban jártas trogiri Ivan Macanovićot hívták el a vár felújítására. Az általa felújított várkapu és a lőréses várfal a mai napig fennmaradt. A török veszély megszűnése után a vár már elveszítette korábbi jelentőségét és az elhagyott váron az idő vasfoga megtette a hatását.

## A vár mai állapota
A vár 83 méter hosszú és 27-től 56 méter széles, területe mintegy 3800 m². Elhelyezkedésénél fogva három oldalról megközelíthetetlen az ellenség számára. A nyugati és északi oldalon a Kék-tó feletti meredek sziklák, keleten pedig a Jelavića dolacnak nevezett kasztos víznyelő határolja. A vár kétszintes. Az alsó várat kezdetben cölöpfalak, ún. paliszádok védték. Utána építették a magas erődfalakat, melyek a tó feletti sziklaperemtől nyugat felé a főkapuig nyúltak lehetetlenné téve az erről az oldalról való bejutást a várba. A lőréses keleti fal a mai napig jó állapotban fennmaradt. Az alsóvárban volt az őrség szállása, a kovácsműhely és a dzsámi, melyet később katolikus templommá építettek át. A török távozása után a templom közelében álló falak alatt alakították ki a temetőt. A felsővár egy magas sziklás platón épült, melyhez az északkeleti oldaltól lépcsők vezetnek fel. A falakkal együtt mintegy 20 méterre magasodik az alsóvár fölé. Minthogy északról és nyugatról mély szakadék határolja itt nem volt szükség magas falakra. A plató felső részén volt három kút, a személyzet szállása és a fegyverraktár. 1911-ben a felsővár déli és középső részét a víztározó építése miatt felrobbantották, így a régészeti lelőhelynek ez a része megsemmisült. Az 1970-es években végzett régészeti feltárások megerősítették, hogy a vár egyetlen bejárata régen a déli oldalon volt, melyhez falépcsők, illetve rámpa vezetett fel. 